# F♯ A♯ ∞
F♯ A♯ ∞ je debutové album kanadské post-rockové skupiny Godspeed You! Black Emperor. Bylo vydáno dvakrát. Poprvé 17. srpna 1997 společností Constellation Records a poté znovu 8. června 1998 vydavatelstvím Kranky Records, tentokrát v rozšířené edici.

## Seznam skladeb

### Vinylová edice
| Side 1: Nervous, Sad, Poor... | Side 1: Nervous, Sad, Poor... | Side 1: Nervous, Sad, Poor... |
| Pořadí                        | Název                         | Délka                         |
| ----------------------------- | ----------------------------- | ----------------------------- |
| 1.                            | The Dead Flag Blues (Intro)   | 6:09                          |
| 2.                            | Slow Moving Trains            | 3:23                          |
| 3.                            | The Cowboy...                 | 4:16                          |
| 4.                            | Drugs in Tokyo                | 3:29                          |
| 5.                            | The Dead Flag Blues (Outro)   | 1:52                          |
| 6.                            | nepojmenováno                 | 1:34                          |
| Celková délka:                | Celková délka:                | 20:43                         |

| Side 2: Bleak, Uncertain, Beautiful... | Side 2: Bleak, Uncertain, Beautiful...                               | Side 2: Bleak, Uncertain, Beautiful... |
| Pořadí                                 | Název                                                                | Délka                                  |
| -------------------------------------- | -------------------------------------------------------------------- | -------------------------------------- |
| 1.                                     | ...Nothing's Alrite in Our Life..." / "The Dead Flag Blues (Reprise) | 2:00                                   |
| 2.                                     | The Sad Mafioso...                                                   | 5:33                                   |
| 3.                                     | Kicking Horse on Brokenhill                                          | 5:37                                   |
| 4.                                     | String Loop Manufactured During Downpour...                          | 4:26                                   |
| Celková délka:                         | Celková délka:                                                       | 17:36                                  |

### CD edice
| 1: The Dead Flag Blues | 1: The Dead Flag Blues               | 1: The Dead Flag Blues |
| Pořadí                 | Název                                | Délka                  |
| ---------------------- | ------------------------------------ | ---------------------- |
| 1.                     | The Dead Flag Blues (Intro)          | 6:37                   |
| 2.                     | Slow Moving Trains" / "The Cowboy... | 7:50                   |
| 3.                     | The Dead Flag Blues (Outro)          | 2:00                   |
| Celková délka:         | Celková délka:                       | 16:27                  |

| 2: East Hastings | 2: East Hastings                                                     | 2: East Hastings |
| Pořadí           | Název                                                                | Délka            |
| ---------------- | -------------------------------------------------------------------- | ---------------- |
| 1.               | ...Nothing's Alrite in Our Life..." / "The Dead Flag Blues (Reprise) | 1:35             |
| 2.               | The Sad Mafioso...                                                   | 10:44            |
| 3.               | Drugs in Tokyo" / "Black Helicopter                                  | 5:39             |
| Celková délka:   | Celková délka:                                                       | 17:58            |

| 3: Providence  | 3: Providence                               | 3: Providence |
| Pořadí         | Název                                       | Délka         |
| -------------- | ------------------------------------------- | ------------- |
| 1.             | Divorce & Fever...                          | 2:44          |
| 2.             | Dead Metheny...                             | 8:07          |
| 3.             | Kicking Horse on Brokenhill                 | 5:53          |
| 4.             | String Loop Manufactured During Downpour... | 4:36          |
| 5.             | nepojmenováno (ticho)                       | 3:32          |
| 6.             | J.L.H. Outro                                | 4:08          |
| Celková délka: | Celková délka:                              | 29:02         |

## Obsazení
Godspeed You! Black Emperor
- Aidan Girt – bicí
- Bruce Cawdron – perkuse
- Christophe – housle
- David Bryant – kytara
- Efrim Menuck – elektrická kytara
- Mauro Pezzente – baskytara
- Mike Moya – kytara, banjo
- Norsola Johnson – violoncello
- Thea Pratt – lesní roh
- Thierry Amar – baskytara

Další hudebníci
U dalších hudebníků, kteří jsou uvedeni v textu na obalu alba, jsou k dispozici pouze křestní jména.
- Amanda
- Colin
- D.
- Dan O.
- Grayson
- Jesse
- Peter
- Shnaeberg
- Steph
- Sylvain